# Chthonius nudipes
Chthonius nudipes är en spindeldjursart som beskrevs av Volker Mahnert 1982. Chthonius nudipes ingår i släktet Chthonius och familjen käkklokrypare. Inga underarter finns listade i Catalogue of Life.